# West Bromwich East (circonscription britannique)
Pour les articles homonymes, voir Bromwich.
Circonscription parlementaire de la Chambre des communes
La circonscription de West Bromwich East est une circonscription située dans les West Midlands et représentée à la Chambre des communes du Parlement britannique.

## Géographie
La circonscription comprend :
- La partie est de la ville de West Bromwich
  - Les quartiers de Greets Green, Swan Village, Hateley Heath, Charlemont, Churchfield, Stone Cross et Yee Tree
- La partie est de la ville de Wednesbury

## Historique
La circonscription a été formée en 1974 et a pris ses quartiers actuels en 1997 (dont une petite partie est restée partagée jusqu'en 2010).
Histoire politique
Depuis sa formation, la circonscription n'a élu que des parlementaires travaillistes. Les résultats électoraux les plus récents offrent un siège sûr au parti travailliste, qui a remporté le siège avec une grande majorité dans les années 1990 et 2000, bien que ce ne soit pas le cas dans les années 1980, lorsque le parti conservateur a failli remporter le siège. La plus faible majorité des travaillistes était de 298 voix (0,71%) en 1983.

## Membres du Parlement
| Élection | Élection | Membre          | Parti        | Portrait |
| -------- | -------- | --------------- | ------------ | -------- |
|          | Fev 1974 | Peter Snape     | Travailliste |          |
|          | 2001     | Tom Watson      | Travailliste |          |
|          | 2019     | Nicola Richards | Conservateur |          |

## Élections

### Élections dans les années 2010
| Parti         | Parti                | Candidat             | Voix   | %    | ±    |
| ------------- | -------------------- | -------------------- | ------ | ---- | ---- |
|               | Travailliste         | Tom Watson           | 22,664 | 58,0 | 7.8  |
|               | Conservateur         | Emma Crane           | 14,951 | 38,2 | 13.3 |
|               | Libéral Démocrate    | Karen Trench         | 625    | 1,6  | 0.4  |
|               | Green                | John Macefield       | 533    | 1,4  | 0.3  |
|               | Indépendant          | Colin Rankine        | 325    | 0,8  | 0.8  |
| Majorité      | Majorité             | Majorité             | 7,713  | 19,8 | 5.5  |
| Participation | Participation        | Participation        | 39,098 | 61,3 | 2.4  |
|               | Travailliste retenir | Travailliste retenir | Swing  | 2.8  |      |

| Parti         | Parti                | Candidat             | Voix   | %    | ±    |
| ------------- | -------------------- | -------------------- | ------ | ---- | ---- |
|               | Travailliste         | Tom Watson           | 18,817 | 50,2 | 3.7  |
|               | Conservateur         | Olivia Seccombe      | 9,347  | 24,9 | 4.0  |
|               | UKIP                 | Steve Latham         | 7,949  | 21,2 | 18.6 |
|               | Libéral Démocrate    | Flo Clucas           | 751    | 2,0  | 11.2 |
|               | Green                | Barry Lim            | 628    | 1,7  | 1.7  |
| Majorité      | Majorité             | Majorité             | 9,470  | 25,3 | 7.7  |
| Participation | Participation        | Participation        | 37,492 | 58,9 | 1.5  |
|               | Travailliste retenir | Travailliste retenir | Swing  | 3.9  |      |

| Parti         | Parti                | Candidat             | Voix   | %    | ±    |
| ------------- | -------------------- | -------------------- | ------ | ---- | ---- |
|               | Travailliste         | Tom Watson           | 17,657 | 46,5 | 9.2  |
|               | Conservateur         | Alistair Thompson    | 10,961 | 28,9 | 6.1  |
|               | Libéral Démocrate    | Ian Garrett          | 4,993  | 13,2 | 0.8  |
|               | BNP                  | Terry Lewin          | 2,205  | 5,8  | 0.6  |
|               | Démocrates anglais   | Mark Cowles          | 1,150  | 3,0  | 3.0  |
|               | UKIP                 | Steve Grey           | 984    | 2,6  | 0.9  |
| Majorité      | Majorité             | Majorité             | 6,696  | 17,6 | 15.2 |
| Participation | Participation        | Participation        | 37,950 | 60,4 | 2.2  |
|               | Travailliste retenir | Travailliste retenir | Swing  | 7.7  |      |

### Élections dans les années 2000
| Parti         | Parti                   | Candidat             | Voix   | %    | ±             |
| ------------- | ----------------------- | -------------------- | ------ | ---- | ------------- |
|               | Travailliste            | Tom Watson           | 19,741 | 55,6 | 0.3           |
|               | Conservateur            | Rosemary Bromwich    | 8,089  | 22,8 | 3.2           |
|               | Libéral Démocrate       | Ian Garrett          | 4,386  | 12,4 | 1.4           |
|               | BNP                     | Carl Butler          | 2,329  | 6,6  | en stagnation |
|               | UKIP                    | Steven Grey          | 607    | 1,7  | 0.9           |
|               | Socialiste Travailliste | Judith Sambrook      | 200    | 0,6  | 1.2           |
|               | Indépendant             | Margaret Macklin     | 160    | 0,5  | en stagnation |
| Majorité      | Majorité                | Majorité             | 11,652 | 32,8 |               |
| Participation | Participation           | Participation        | 35,512 | 58,6 | 5.2           |
|               | Travailliste retenir    | Travailliste retenir | Swing  | 1.5  |               |

| Parti         | Parti                   | Candidat             | Voix   | %    | ±             |
| ------------- | ----------------------- | -------------------- | ------ | ---- | ------------- |
|               | Travailliste            | Tom Watson           | 18,250 | 55,9 | 1.3           |
|               | Conservateur            | David McFarlane      | 8,487  | 26,0 | 1.6           |
|               | Libéral Démocrate       | Ian Garrett          | 4,507  | 13,8 | 1.1           |
|               | UKIP                    | Steven Gray          | 835    | 2,6  | en stagnation |
|               | Socialiste Travailliste | Satbir Johal         | 585    | 1,8  | en stagnation |
| Majorité      | Majorité                | Majorité             | 9,763  | 29,9 |               |
| Participation | Participation           | Participation        | 32,664 | 53,4 | 12.0          |
|               | Travailliste retenir    | Travailliste retenir | Swing  | 1.5  |               |

### Élections dans les années 1990
| Parti         | Parti                | Candidat             | Voix   | %    | ±             |
| ------------- | -------------------- | -------------------- | ------ | ---- | ------------- |
|               | Travailliste         | Peter Snape          | 23,710 | 57,2 | 10.0          |
|               | Conservateur         | Brian Matsell        | 10,126 | 22,4 | 17.3          |
|               | Libéral Démocrate    | Martyn Smith         | 6,179  | 14,9 | 1.8           |
|               | Référendum           | Graham Mulley        | 1,472  | 3,5  | en stagnation |
| Majorité      | Majorité             | Majorité             | 13,584 | 32,7 | 26.2          |
| Participation | Participation        | Participation        | 41,487 | 65,4 | 10.3          |
|               | Travailliste retenir | Travailliste retenir | Swing  | 13.6 |               |

| Parti         | Parti                | Candidat             | Voix   | %    | ±             |
| ------------- | -------------------- | -------------------- | ------ | ---- | ------------- |
|               | Travailliste         | Peter Snape          | 19,913 | 46,2 | 3.6           |
|               | Conservateur         | Crispin Blunt        | 17,100 | 39,7 | 0.7           |
|               | Libéral Démocrate    | Martyn Smith         | 5,630  | 13,1 | 4.0           |
|               | National Front       | John Lord            | 477    | 1,1  | en stagnation |
| Majorité      | Majorité             | Majorité             | 2,813  | 6,5  | 4.2           |
| Participation | Participation        | Participation        | 43,120 | 75,7 | 2.6           |
|               | Travailliste retenir | Travailliste retenir | Swing  | 2.1  |               |

### Élections dans les années 1980
| Parti         | Parti                | Candidat             | Voix   | %    | ± |
| ------------- | -------------------- | -------------------- | ------ | ---- | - |
|               | Travailliste         | Peter Snape          | 18,162 | 42,6 | ' |
|               | Conservateur         | Roger Woodhouse      | 17,179 | 40,3 |   |
|               | Liberal              | Martyn Smith         | 7,268  | 17,1 |   |
| Majorité      | Majorité             | Majorité             | 983    | 2,3  |   |
| Participation | Participation        | Participation        |        | 73,2 |   |
|               | Travailliste retenir | Travailliste retenir | Swing  |      |   |

| Parti         | Parti                | Candidat             | Voix   | %    | ± |
| ------------- | -------------------- | -------------------- | ------ | ---- | - |
|               | Travailliste         | Peter Snape          | 15,894 | 38,1 | ' |
|               | Conservateur         | C Cole               | 15,596 | 37,4 |   |
|               | Liberal              | Martyn G Smith       | 10,200 | 24,5 |   |
| Majorité      | Majorité             | Majorité             | 298    | 0,7  |   |
| Participation | Participation        | Participation        |        | 70,2 |   |
|               | Travailliste retenir | Travailliste retenir | Swing  |      |   |

### Élections dans les années 1970
| Parti         | Parti                | Candidat             | Voix   | %    | ± |
| ------------- | -------------------- | -------------------- | ------ | ---- | - |
|               | Travailliste         | Peter Snape          | 19,279 | 47,0 | ' |
|               | Conservateur         | J Wright             | 17,308 | 42,2 |   |
|               | Liberal              | Martyn G Smith       | 3,228  | 7,9  |   |
|               | National Front       | C Allsopp            | 1,175  | 2,9  |   |
| Majorité      | Majorité             | Majorité             | 1,971  | 4,8  |   |
| Participation | Participation        | Participation        |        | 71,1 |   |
|               | Travailliste retenir | Travailliste retenir | Swing  |      |   |

| Parti         | Parti                | Candidat             | Voix   | %    | ± |
| ------------- | -------------------- | -------------------- | ------ | ---- | - |
|               | Travailliste         | Peter Snape          | 19,942 | 50,5 | ' |
|               | Conservateur         | David Mellor         | 12,413 | 31,4 |   |
|               | Liberal              | JPT Hunt             | 5,442  | 13,8 |   |
|               | National Front       | G Bowen              | 1,692  | 4,3  |   |
| Majorité      | Majorité             | Majorité             | 7,529  | 19,1 |   |
| Participation | Participation        | Participation        |        | 67,6 |   |
|               | Travailliste retenir | Travailliste retenir | Swing  |      |   |

| Parti         | Parti                                  | Candidat       | Voix   | %    | ± |
| ------------- | -------------------------------------- | -------------- | ------ | ---- | - |
|               | Travailliste                           | Peter Snape    | 21,895 | 52,8 | ' |
|               | Conservateur                           | DW Bell        | 16,686 | 40,2 |   |
|               | National Front                         | Martin Webster | 2,907  | 7,0  |   |
| Majorité      | Majorité                               | Majorité       | 5,209  | 12,6 |   |
| Participation | Participation                          | Participation  |        | 71,9 |   |
|               | Travailliste vainqueur (nouveau siège) |                |        |      |   |